# David Spade
David Wayne Spade (* 22. července 1964) je americký herec, komik, spisovatel, muzikant, tanečník a televizní moderátor. Proslavil se v 90. letech, když moderoval Saturday Night Live a od té doby mu byly nabízeny role v seriálech a sitcomech. Hrál také ve filmech a účinkoval ve dvou víceletých seriálech: Just Shoot Me! (1997–2003) a Pravidla zasnoubení (2007–2013).
Je známý pro svůj směšný vzhled a hraní zvláštních rolí. Je hodně sarkastický a často používá ironii.

## Mládí
David se narodil v Birminghamu ve státě Michigan. Jeho matka je Judith J. Spade (rozená Meek), která je spisovatelka a editorka časopisu. Jeho otcem je Wayne M. Spade a je obchodním manažerem. Má dva bratry, Bryana a Andyho Spade, který pracuje v marketingu. Andy si vzal za manželku módní návrhářku Kate Spade.
On a jeho rodina se přestěhovali do Scottsdale v Arizoně, když mu byly 4 roky. Jeho rodiče se rozvedli za krátko po stěhování a on společně s bratry vyrůstal v péči matky.
David studoval na Saguaro High School a později na Scottsdale Community College, předtím než nastoupil na arizonskou státní univerzitu (Arizona State University), kterou ukončil v roce 1986. Byl členem studentského klubu Sigma Alfa Omega. Na univerzitě natočil skeč Farce Side Comedy Hour. V polovině 80. let účinkoval v pondělní komediální show v Tonyho pizzerii v Tempe v Arizoně.

## Ceny a pocty
David získal cenu Emmy a byl nominován na Zlaté glóbusy za roli Dennise Finche v seriálu Just Shoot Me!. Od 5. září 2003 má hvězdu na Hollywoodském chodníku slávy.

## Osobní život
Má dceru s modelkou z Play Boye Jiallian Grace, jménem Harper (* 2008). Je velmi citlivý na světlo. V kombinaci jasných světel na place si trvale poškodil zrak při natáčení filmu Black Sheep (1996). Od té doby vyžaduje nošení klobouku nebo čepice a to i u sebe doma. V prosinci 2005 daroval 100 000 amerických dolarů policejnímu oddělení ve svém domovském městě Phoenixu. Díky tomuto daru mohli být všichni policisté v tomto sektoru obdarováni služební zbraní. Také daroval 200 000 dolarů pro oběti hurikánu v Oklahomě během programu 20. května 2013 a 100 000 za Ice Bucket Challenge v roce 2014.

## Filmografie

### Filmy
| Rok  | Název                                     | Role                                | Poznámky             |
| ---- | ----------------------------------------- | ----------------------------------- | -------------------- |
| 1987 | Policejní akademie 4: Občanská patrola    | Kyle                                |                      |
| 1992 | Muž bez spánku                            | uživatel kokainu                    |                      |
| 1993 | Šišouni v New Yorku                       | Eli Turnbull                        |                      |
| 1994 | Bolestná realita                          | manažer společnosti Wienerschnitzel | neuveden v titulcích |
| 1994 | PCU - Univerzita nebo klášter             | Rand McPherson                      |                      |
| 1995 | Tommy Boy                                 | Richard Hayden                      |                      |
| 1996 | Černá ovce                                | Steven "Steve" Dodds                |                      |
| 1996 | Bradyovi 2                                | Sergio                              |                      |
| 1996 | Beavis a Butt-head dobývají Ameriku       | (hlas)                              | neuveden v titulcích |
| 1997 | Osm hlav v cestovní tašce                 | Ernest "Ernie" Lipscomb             |                      |
| 1998 | Superlék                                  | Scott Thorpe                        |                      |
| 1998 | Lumpíci                                   | Ranger Franklin (hlas)              |                      |
| 1999 | Ztracený a nalezený                       | Dylan Ramsey                        | také scenárista      |
| 2000 | Křupan                                    | prodejce videoher                   | neuveden v titulcích |
| 2000 | Není král jako král                       | Kuzco / Llama Kuzco (hlas)          |                      |
| 2001 | Špinavej Joe                              | Joseph "Joe" Dirt                   | také scenárista      |
| 2003 | Velký dítě Dickie Roberts                 | Dickie Roberts                      | také scenárista      |
| 2005 | Rychlý Stripes                            | Scuzz (hlas)                        |                      |
| 2005 | Malý pasák                                | ředitel Nixon (hlas)                |                      |
| 2005 | Není Kronk jako Kronk                     | Kuzco (hlas)                        |                      |
| 2006 | Král videoher                             | Shilo                               |                      |
| 2006 | (J)elita ze střídačky                     | Richie Goodman                      |                      |
| 2007 | Když si Chuck bral Larryho                |                                     |                      |
| 2010 | Machři                                    | Marcus Higgins                      |                      |
| 2011 | Jack & Jill                               | Monica                              |                      |
| 2011 | Snížek, bílý kožíšek                      | Jenga (hlas)                        | anlická verze        |
| 2012 | Hotel Transylvánie                        | Griffin, neviditelný muž (hlas)     |                      |
| 2013 | Jungle Master                             | Boss Cain (hlas)                    |                      |
| 2013 | Machři 2                                  | Marcus Higgins                      |                      |
| 2015 | Space Breakout                            | Xanor (hlas)                        |                      |
| 2015 | Hotel Transylvánie 2                      | Griffin, neviditelný muž (hlas)     |                      |
| 2015 | Vincentův svět                            | Sám sebe                            |                      |
| 2015 | Joe Dirt 2: Beautiful Loser               | Joseph "Joe" Dirt                   |                      |
| 2015 | I Am Chris Farley                         | Sám sebe                            |                      |
| 2015 | Šest směšných                             | General Custer                      |                      |
| 2016 | Reparát                                   | Theo                                |                      |
| 2017 | Mad Families                              | Johnny Jon-John                     | také scenárista      |
| 2017 | Sandy Wexler                              | Sám sebe                            |                      |
| 2018 | Father of the Year                        | Wayne                               |                      |
| 2018 | Warning Shot                              | Bobby                               |                      |
| 2018 | Hotel Transylvánie 3: Příšerózní dovolená | Griffin, neviditelný muž (hlas)     |                      |
| 2020 | Ta druhá                                  | Tim Morris                          |                      |

### Televize
| Rok       | Název                             | Role                           | Poznámky                                    |
| --------- | --------------------------------- | ------------------------------ | ------------------------------------------- |
| 1988      | The Facts of Life                 | Scott                          | díl: „Big Apple Blues“                      |
| 1989      | Pobřežní hlídka                   | B. J.                          | díl: „Second Wave“                          |
| 1990      | ALF                               | Larry Slotkin                  | díl: „Legrace je vážná věc                  |
| 1990      | Monsters                          | Teddy                          | díl: „Small Blessings“                      |
| 1990      | Born to Be Mild                   | asistent                       | cameo, neuveden v titulcích                 |
| 1990–1996 | Saturday Night Live               | Různé postavy                  | také scenárista                             |
| 1992      | The Larry Sanders Show            | Sám sebe                       | 2 díly                                      |
| 1994      | Beavis a Butt-Head                | pan Manners/ pan Candy (hlas)  | 4 díly                                      |
| 1997–2003 | Třeba mě sežer                    | Dennis Finch                   | 149 dílů                                    |
| 1998      | David Spade: Take the Hit         | Sám sebe                       |                                             |
| 2000      | Sammy                             | Sammy Blake/James Blake (hlas) | 2 díly                                      |
| 2002      | Greg The Bunny                    | Sám sebe                       |                                             |
| 2003      | 2003 Spike Video Game Awards      | Moderátor                      |                                             |
| 2004      | Father of the Pride               | Tommy the Coyote (hlas)        | díl: „Road Trip“                            |
| 2004–2005 | 8 Simple Rules                    | C. J. Barnes                   | 39 dílů                                     |
| 2005–2007 | The Showbiz Show with David Spade | Sám sebe                       |                                             |
| 2007–2013 | Pravidla zasnoubení               | Russell Dunbar                 | 100 dílů                                    |
| 2009      | Larry, kroť se                    | Sám sebe                       | díl: „The Reunion“                          |
| 2011      | Vincentův svět                    | Sám sebe                       | díl: „The Big Bang“                         |
| 2012      | Nouzové přistání                  | Christopher                    | díl: „Foukaná“                              |
| 2014      | The Spoils of Babylon             | Talc Munson                    | 2 díly                                      |
| 2014      | David Spade: My Fake Problems     | Sám sebe                       | TV speciál                                  |
| 2014      | Goldbergovi                       | Gus                            | díl: „Love is a Mixtape“                    |
| 2014      | Kruťárny                          | Sám sebe                       | díl: „David Spade“                          |
| 2015      | Real Rob                          | Sám sebe                       | díl: „VIP Treatment“                        |
| 2015–2017 | Fameless                          | Sám sebe                       | 7 dílů                                      |
| 2016      | Crowded                           | Kyle                           | díl:„RearviewMirror“                        |
| 2016      | Amyino plodné lůno                | Tvůrce                         | díl: „Welcome to the Gun Show“              |
| 2016      | Roadies                           | doktor                         | 3 díly                                      |
| 2017      | Love                              | Steven Hopkins                 | 3 díly                                      |
| 2017      | The Mayor                         | Ed Gunt                        | 7 dílů                                      |
| 2019–2020 | Lights Out with David Spade       | Sám sebe / moderátor           | také tvůrce, scenárista a výkonný producent |
| 2020      | Show Ellen DeGeneresové           | Sám sebe / moderátor           | díl: „Pink and David Spade“                 |

### Videoklipy
| Rok  | Název              | Role           |
| ---- | ------------------ | -------------- |
| 1993 | „Buddy“            | Adam Sandler   |
| 2018 | „Gucci Flip Flops“ | Bharti Acharya |